# Ewa Nowak (antropolog)
Ewa Nowak (ur. 9 stycznia 1941 w Warszawie) – polska antropolog, dr hab., prof.

## Życiorys
W 1966 ukończyła studia na Uniwersytecie Warszawskim. Obroniła pracę doktorską, następnie uzyskała stopień doktora habilitowanego. 26 października 1990 nadano jej tytuł profesora w zakresie nauk biologicznych. Pracowała w Instytucie Wzornictwa Przemysłowego Sp. z o.o. oraz w Instytucie Inżynierii Zarządzania na Wydziale Informatyki i Zarządzania Politechniki Poznańskiej.
Była członkiem prezydium Komitetu Ergonomii PAN, a także członkiem Komitetu Ergonomii na IV Wydziale Nauk Technicznych Polskiej Akademii Nauk i Komisji Ergonomii (Międzywydziałowe Komisje Interdyscyplinarne) Polskiej Akademii Umiejętności.